# Draigwenia

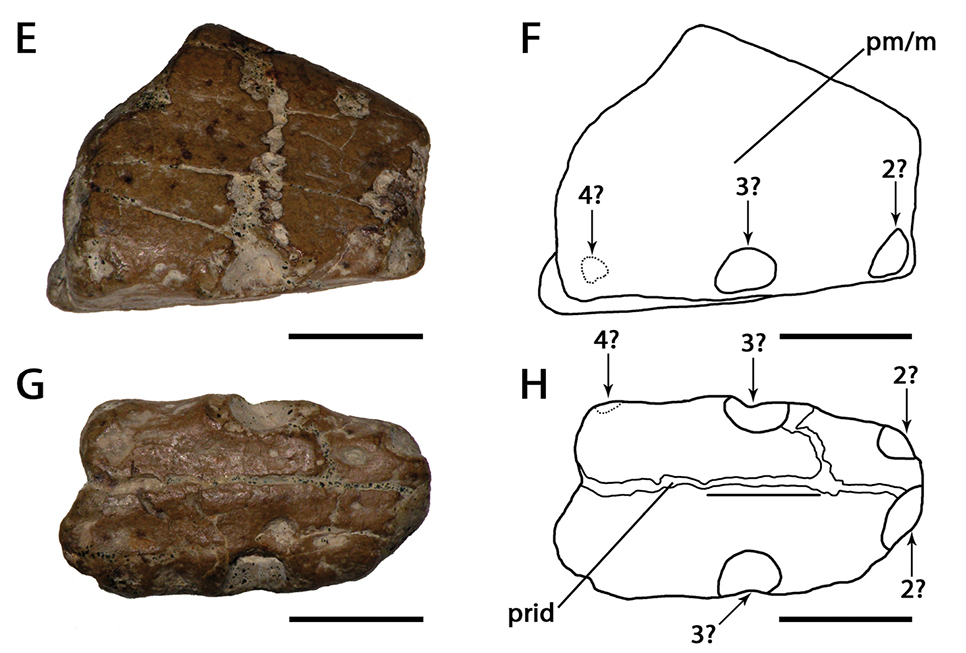
Draigwenia platystomus

Draigwenia is een geslacht van uitgestorven pterosauriërs behorend tot de Pterodactyloidea dat leefde tijdens het Krijt.

## Vondst en naamgeving
In 1870 had de Britse paleontoloog Harry Govier Seeley, bij het catalogiseren van de fossielenverzameling van Oxford, een geslacht Ornithocheirus benoemd voor verschillende fragmentarische pterosauriërfossielen uit de Cambridge Greensand. Zijn rivaal Richard Owen wilde deze naamgeving niet aanvaarden en splitste in 1874 het materiaal om het aan twee aparte geslachten toe te wijzen: Coloborhynchus en Criorhynchus. Beide deelde hij weer onder in verschillende soorten die Seeley al binnen het geslacht Ornithocheirus benoemd had.
Draigwenia werd oorspronkelijk genoemd als een soort van Ornithocheirus, O. platystomus, de 'platmuil' door Harry Govier Seeley, in 1870. Het fossiel, holotype CAMSM B54835, bestaat uit de punt een paar kaken, vermoedelijk de bovenkaken hoewel daar ook wel aan is getwijfeld. Drie paar tandkassen zijn zichtbaar, vermoedelijk de tweede, derde en vierde. Dit is niet helemaal zeker omdat de uiterste snuitpunt is afgebroken. De precieze herkomst van het fossiel is onbekend. De Greensand-lagen dateren uit het Cenomanien maar de fossielen erin zijn vermoedelijk losgewerkt uit oudere lagen daterend uit minstens het Albien.

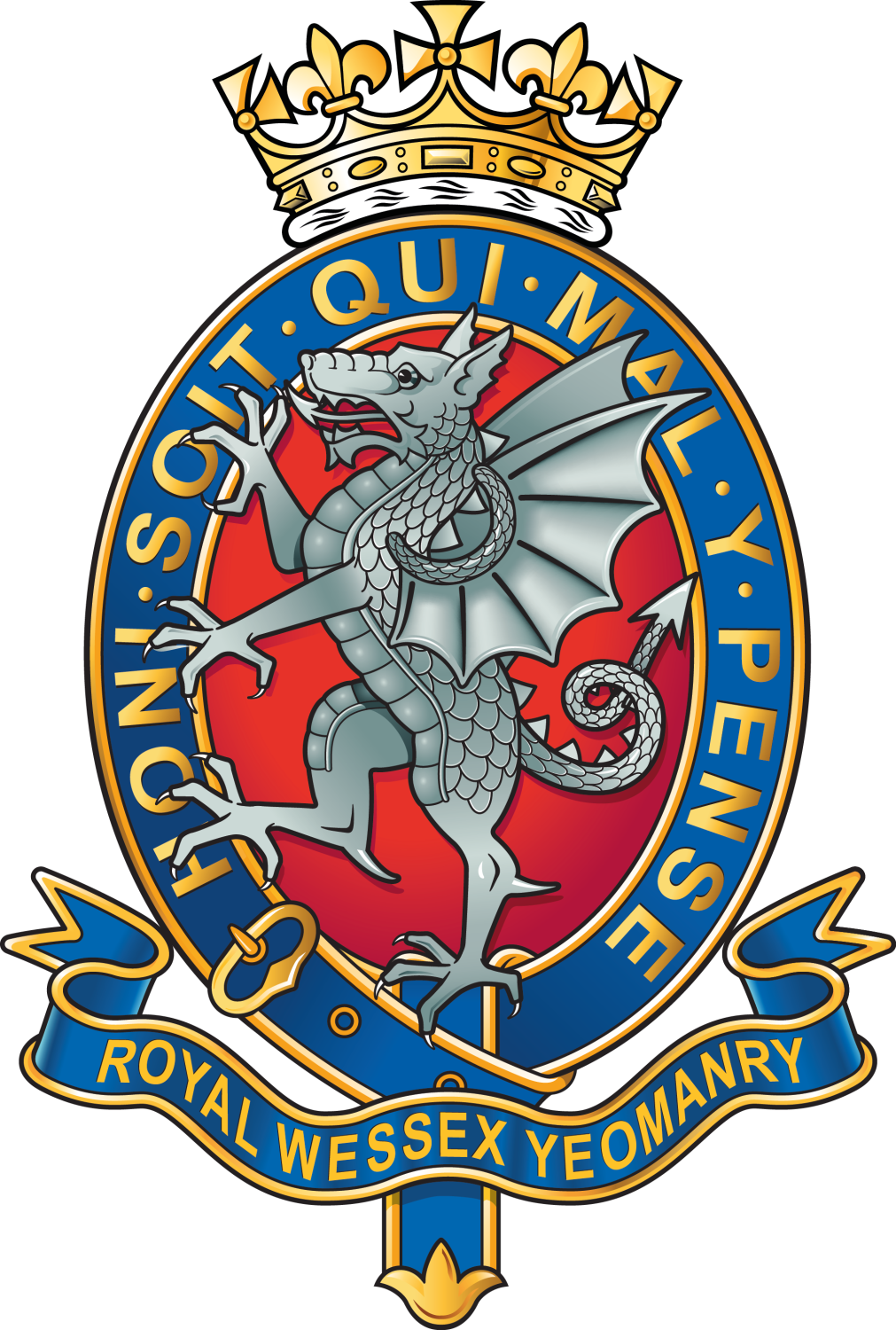
De Witte Draak

In 1914 concludeerde Reginald Walter Hooley dat de holotypen van Owens twee geslachten niet te onderscheiden waren en Coloborhynchus dus een jonger synoniem was van Criorhynchus. Aan de andere kant meende hij dat drie door Owen aan Criorhynchus toegewezen soorten niet bij dat geslacht hoorden en daarvoor benoemde hij een nieuw geslacht Amblydectes, 'botte bijter' in het Klassiek Grieks, een verwijzing naar de kaakvorm die ze gemeen hadden: volgens Hooley was hun onderscheidende kenmerk het bezit van een zijdelingse vernauwing van de bovenkaak die uitliep in een bovenliggende kam, het geheel driehoekig in doorsnede, terwijl de punt van de snuit bot was. Een van de soorten was Amblydectes platystomus.
In zijn herziening van pterosauriërs uit de Cambridge Greensand verwees David Unwin in 2001 Ornithocheirus platystomus naar Lonchodectes als een Lonchodeçtes platystomus. Vervolgens beschouwden Rodrigues en Alexander Kellner in 2013 platystomus echter een mogelijk afzonderlijk geslacht. Borja Holgado benoemde in 2021 het nieuwe geslacht Draigwenia voor O. platystomus. De geslachtsnaam is afgeleid van het Welsh Y Ddraig Wen, 'de Witte Draak' die symbool staat voor de Angelsaksen. Hun eigen symbool is Y Ddraig Goch, 'de Rode Draak'. De typesoort is Ornithocheirus platystomus, de combinatio nova is Draigwenia platystomus.

## Beschrijving
Het snuitfragment is achtentwintig millimeter lang.
Holgado gaf in 2021 drie onderscheidende kenmerken aan. De bovenzijde van de snuit maakt een hoek van 27° met de onderzijde. De tandkassen zijn klein en staan ver uiteen. Er bevindt zich een lengterichel op het verhemelte die tot minstens het tweede tandenpaar naar voren doorloopt.

## Fylogenie
Wegens het gebrek aan informatie achtte Holgado het niet zinvol het fossiel op te nemen in een exacte kladistische analyse. Hij kon aldus Draigwenia niet verder determineren dan Lanceodontia indeterminatae. Het geslacht zou in ieder geval niet tot de Anhangueria behoren gezien het gebrek aan verbreding van de voorste snuitpunt.